# موردرد
موردرِد (ویلزی: Medrawt) شخصیتی است که به‌ویژه، در افسانهٔ شاه آرتور کاملاً شناخته شده می‌باشد. از وی به عنوان خائن مشهوری یاد می‌شود که در نبرد کاملاً با شاه آرتور به جنگ پرداخت. در این نبرد، موردرد کشته و آرتور به شدت مجروح گردید. طبق نوشتار جفری مونماوت، پس از نبرد کاملاً، کنستانتین به عنوان جانشین آرتور منسوب می‌گردد. هرچند، دو فرزند موردرد و متحدان ساکسون آنها بعدها علیه او قیام کردند.